# 27e cérémonie des AVN Awards
La 27e cérémonie des AVN Awards est un événement de remise de prix pornographiques récompensant les meilleures actrices, acteurs, réalisateurs et films liés à l'industrie pour adultes en 2010. La cérémonie a eu lieu le 9 janvier 2010 au Pearl Concert Theater, une salle de concert située à l’intérieur du Palms Casino Resort à Paradise. L’événement a été co-présenté par les actrices pornographique Kayden Kross et Kirsten Price accompagné de l'humoriste Dave Attell. La cérémonie a été enregistrée pour être ensuite diffusée sur la chaîne américaine Showtime au printemps 2010.

## Pré-nomination et nominations

### Pré-nominations
Les pré-nominations ont été ouverte le 9 octobre 2009 et ce sont clôturés le 12 octobre 2009.
Les pré-nominations sont conçu pour que les producteurs soumettent leurs films, scènes, artistes et professionnels de la production pour concourir à l’obtention d’un prix AVN. Pour être éligible à une nomination, un film devait sortir au plus tard le 30 septembre 2009. le film devait être également en stock auprès de 10 distributeurs en gros ou de 100 magasins de détail. La période d'éligibilité comprend tout films sorti entre le 1er octobre 2008 et le 30 septembre 2009.

### Nominations
La liste des nommées ont été annoncées le 3 décembre 2009. Parmi les faits marquants, de grands titres sortis pendant la période d’éligibilité ont reçus de multiples nominations. Parmi eux, les films 2040, Nurses, The 8th Day, Throat : A Cautionary Tale, Pure, Tori Black is Pretty Filthy, Flight Attendants, The Sex Files ; A Dark XXX Parody, Ass Worship 11.
Parmi les interprètes, ont peut noté les multiples nominations de Sasha Grey, Jenna Haze, Tori Black et Manuel Ferrara.

## La cérémonie

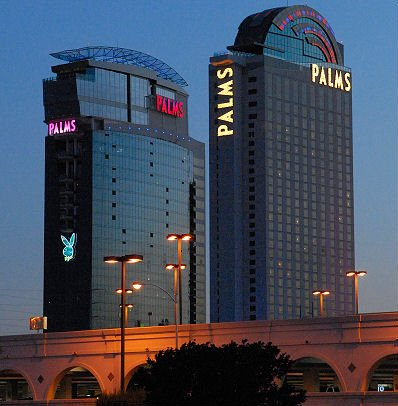
Le Palms Casino Resort, le complexe où s’est déroulé l’événement

La cérémonie s’est déroulée et a été enregistrée dans la soirée du 9 janvier 2010. Pour cette édition, et pour la première fois, la cérémonie s’est tenue au Palms Casino Resort dans la salle de concert Pearl Concert Theater à Paradise au sud-est de Las Vegas. Également une première dans l’histoire des AVN Awards, la cérémonie était diffusée à la télévision en VOD ou en PPV en partenariat avec Avail-TVN pour plus de 50 millions de foyers par le biais de son réseau d'affiliés par câble le 5 février 2010. La cérémonie a été co-présentée par les actrices pornographiques Kayden Kross et Kirsten Price et par l'humoriste Dave Attell,. Mckenzie Lee, en tant que hôte de tapis rouge, accueillait et recueillait les impressions des interprètes qui se rendaient à la cérémonie.
Un mini concert assuré par Baby Bash qui a interprèté son titre Outta Control a eu lieu avant la remise de récompense.
Différentes célébrités de l’industrie pornographique ont été invitées à annoncer les gagnants des catégories sur le plateau. La liste est consultable ici :

## Lauréats

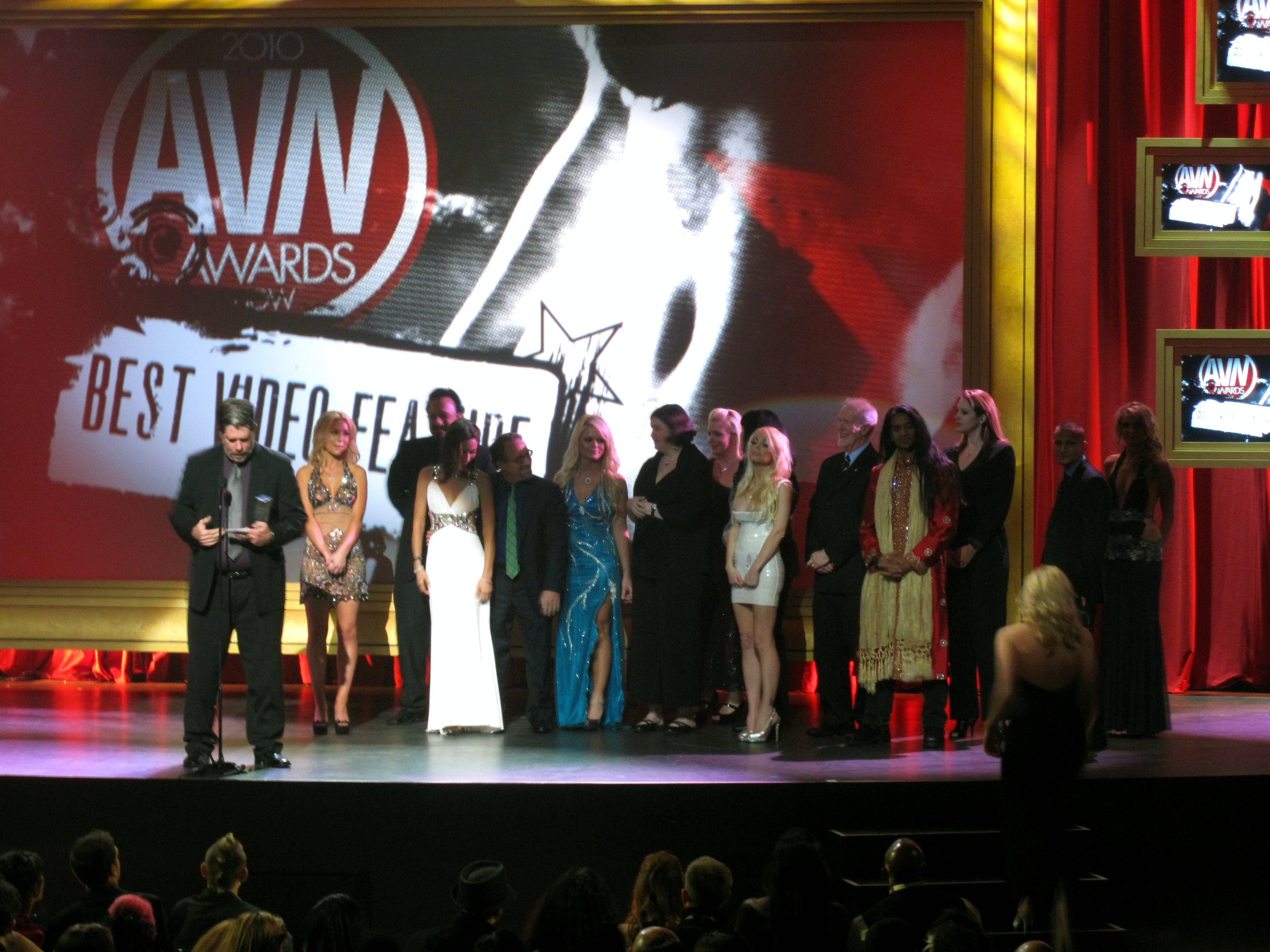
Le casting du film 8th Day, qui a reçu la récompense du film de l'année

Parmi les œuvres cinématographique les plus récompensés, le film The 8th Day à reçus 9 récompenses, 5 récompenses pour le film Throat : A cautionary Tale, 3 récompenses pour le film de Mason, Tori Black Is Pretty Flithy et 2 récompenses pour les films : Evolutionary, Lex The Impaler 4, Not The Cosbys XXX et The Sex Files : A Dark XXX Parody.
Du côté des récompenses individuelles, Les actrices Tori Black et Sasha Grey ont reçus respectivement 6 récompenses pour l'une et 3 récompenses pour l'autre. Les actrices Lexi Belle, Julia Ann, Kagney Linn Karter, Sunny Leone, Aletta Ocean, Teagan Presley, Ren Savant et Bobbi Starr ont reçus quant à elles, 2 récompenses.

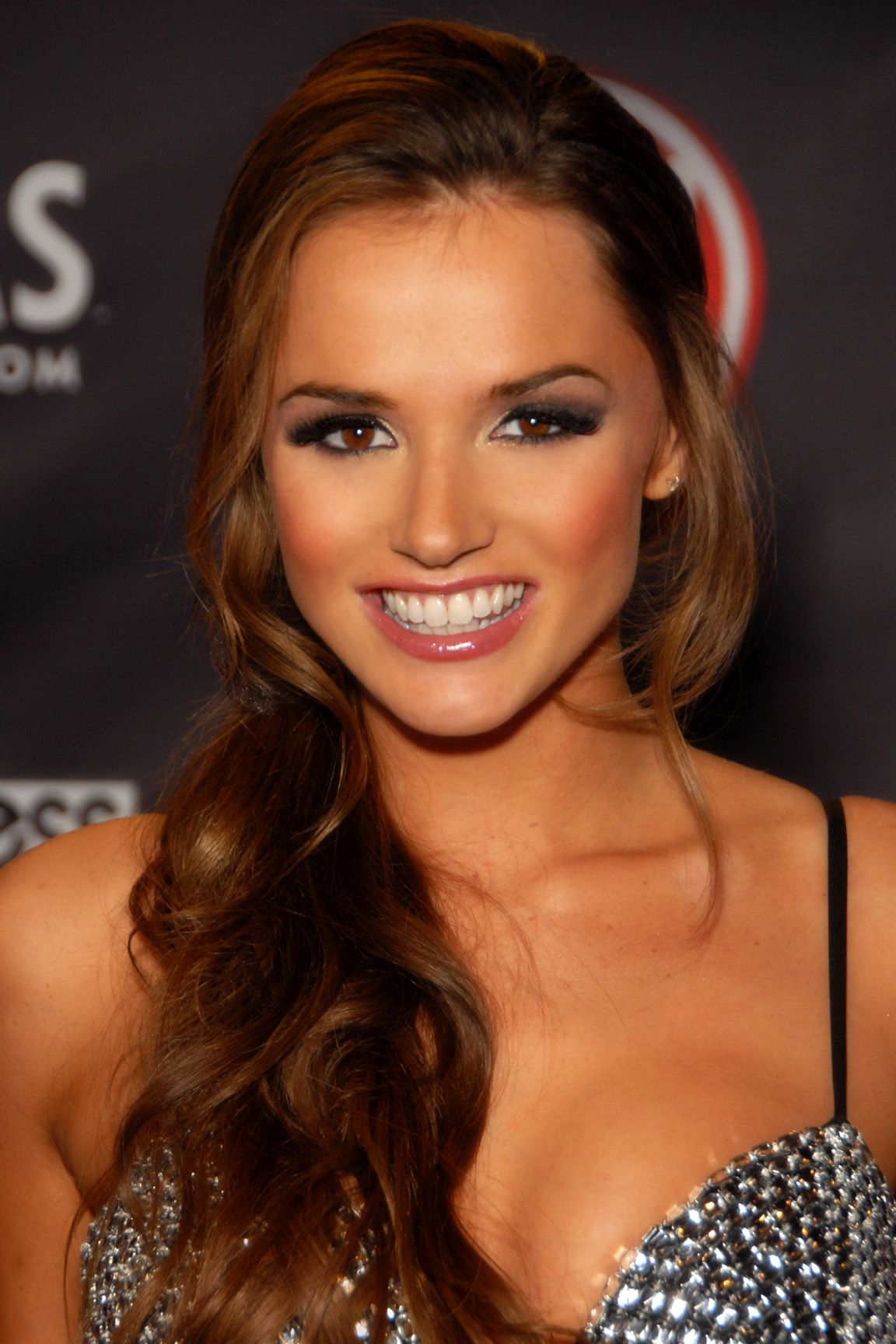
Tori Black, lauréate du prix de l’interprète féminine de l’année

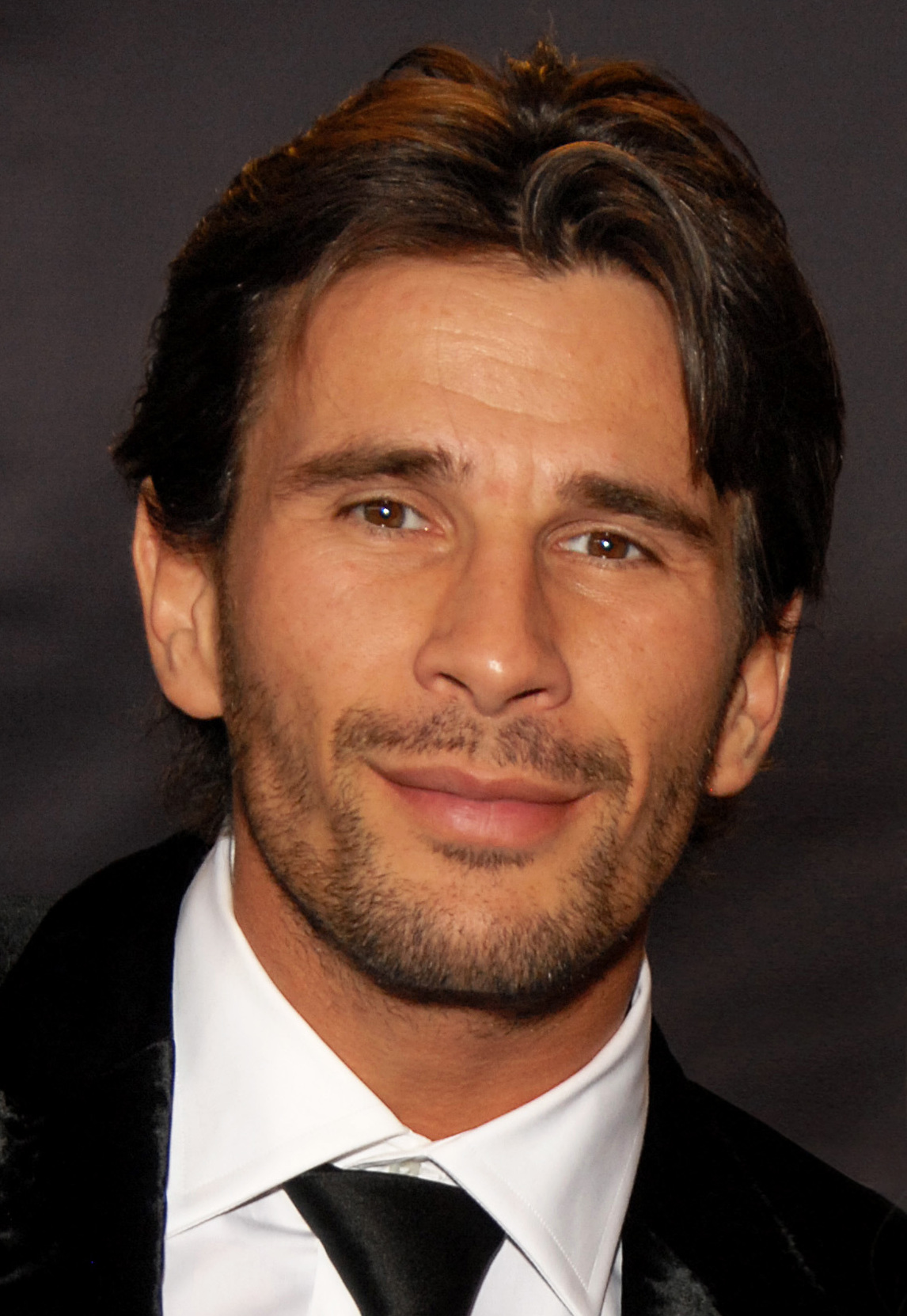
Manuel Ferrara, lauréat du prix de l’interprète masculin de l'année

Les noms en gras suivi d’une étoile désignent les lauréats :
| Interprète Féminine de l’année | Interprète Masculin de l’année |
| --- | --- |
| - Tori Black ☆ - Belladonna - Lexi Belle - Ashlynn Brooke - Dana DeArmond - Chayse Evans - Jenna Haze - Kayden Kross - Jesse Jane - Amber Rayne - Nikki Rhodes - Ann Marie Rios - Kristina Rose - Bobbi Starr - Misty Stone | - Manuel Ferrara ☆ - Marco Banderas - Mick Blue - Tom Byron - James Deen - Tony DeSergio - Erik Everhard - Mr. Marcus - Sean Michaels - Mr. Pete - Anthony Rosano - Evan Stone - Rico Strong - Prince Yahshua |
| Meilleure Actrice | Meilleur Acteur |
| - Kimberly Kane dans The Sex Files: A Dark XXX Parody ☆ - Asa Akira dans Pure - Julia Ann dans Identity - Lisa Ann dans Who's Nailin' Paylin? - Alektra Blue dans Educating Alli - Jessica Drake dans Hush - Sasha Grey dans Throat: A Cautionary Tale - Audrey Hollander dans Everybody Loves Lucy - Kayden Kross dans The 8th Day - Kelli McCarty dans Faithless - Melissa Monet dans My Daughter's Boyfriend - Bree Olson dans One Last Ride - Hillary Scott dans Heaven - India Summer dans Drill Baby Drill - Roxy Deville dans Whack Job | - Eric Swiss dans Not Married With Children XXX ☆ - Ace dans The Jeffersons: A XXX Parody - Keni Styles dans Pure - Otto Bauer dans Everybody Loves Lucy - James Deen dans Scrubs: A XXX Parody - Guy DiSIlva dans Barrack's Big Stimulus Package - Tommy Gunn dans Heaven - Eric Masterson dans Hush - Sean Michaels dans L.A. Pink - Anthony Rosano dans The Sex Files: A Dark XXX Parody - Herschel Savage dans 30 Rock: A XXX Parody - Randy Spears dans Educating Alli - Evan Stone dans Pussy a Go Go - Voodoo dans The Cougar Hunter - Frankie Young dans Jon & Kate Fuck Eight |
| Meilleure Nouvelle Starlette | Meilleur Film |
| - Kagney Linn Karter ☆ - Asa Akira - Britney Amber - Angelina Armani - Kiara Diane - London Keyes - Tanner Mayes - Nicole Ray - Emy Reyes - Natalia Rossi - Aryana Starr - Riley Steele - Janie Summers - Brynn Tyler - Sadie West | - The 8th Day ☆ - 2040 - Big Ass Stalker - Champion: Love Hurts - Educating Alli - Faithless - Fleshed Out - Heaven - Hush - Law & Lust - My Daughter's Boyfriend - Pure - Pussy a Go Go - The Surrender of O - Throat: A Cautionary Tale |
| Meilleur Réalisateur | Meilleure série à thème ethnique (Noir) |
| - David Aaron Clark pour Pure ☆ - Brad Armstrong pour 2040 - Bishop pour Big Ass Stalker - Axel Braun pour This Ain't Happy Days XXX - Robby D. pour Teachers - Stormy Daniels pour Operation: Tropical Stormy - Ernest Greene pour The Surrender of O - Sam Hain pour The Sex Files: A Dark XXX Parody - Lee Roy Myers pour Seinfeld: A XXX Parody - Michael Raven pour Hush - Will Ryder pour Flight Attendants - Ren Savant pour The 8th Day - Josh Stone pour Law & Lust - Paul Thomas pour Throat: A Cautionary Tale - Winkytiki pour Pussy a Go Go | - Black Ass Master de Alexander DeVoe et Jules Jordan ☆ - Big Ass Anal Heaven - Black Iz Beautiful - Big Black Wet Asses - Big Phat Apple Bottom Bootys - The Black Assassin - Booty Call - Chocolate Sorority Sistas - My Baby Got Back - Newbie Black - New Black Cheerleader Search - Phatty Girls - Rap Video Auditions - Round & Brown - Wet Juicy Asses |
| Meilleure Comédie Sexuelle | Meilleure Parodie |
| - Flight Attendants ☆ - Booby Trap - Bree's College Daze 2 - The Cougar Hunter - The Crack Pack - Drill Baby Drill - Funny Bone - Korporate Kougars - One Wild and Crazy Night - Operation: Tropical Stormy - The Pinch - Popporn: The Guide to Making Fuck - Teachers - Whack Job - Who's Nailin' Paylin? | - The Sex Files: A Dark XXX Parody ☆ - Not the Cosbys XXX - 30 Rock: A XXX Parody - Celebrity Apprentass - Crock of Love - Everybody Loves Lucy - The Jeffersons: a XXX Parody - Jon & Kate Fuck Eight - L.A. Pink - Not Married With Children XXX - Pink's Anatomy - Scrubs: A XXX Parody - Seinfeld: A XXX Parody - This Ain't Star Trek XXX - This Ain't Happy Days XXX - TMSleaze |
| Meilleure Sortie Gonzo | Meilleure Sortie Lesbien |
| - Tori Black Is Pretty Filthy ☆ - Bobbi Starr & Dana DeArmond's Insatiable Voyage - Buttman's Oddyssey - Cum-Spoiled Sluts - Filthy 3 - Fresh Meat 25 - Innocent Until Proven Filthy 5 - Oil Overload 2 - Poolside Pussy - Raw 2 - Rocco Ravishes L.A. - Shane's World 41 - Slut Puppies 3 - Slutty and Sluttier 9 - Sweet Cheeks 11 | - Evil Pink 4 ☆ - Anal Lesbian Sweethearts - Erocktavision 10: In Between the Sheets - Field of Schemes 5 - Girlfriend Vignettes - Girls Kissing Girls 3 - Girls Made to Love - Girl Play - Kittens & Cougars - Lesbian Bridal Stories 4 - Lesbian Tutors 8 - No Boyz Just Toyz - Supermodel Slumber Party - Unfaithful 4 - The Violation of Kylie Ireland |
| Meilleur produit haut de gamme tous sexes confondus | Meilleure scène de sexe en groupe |
| - Deviance ☆ - Addicted 6 - Buttwoman Returns - Dreamgirlz 2 - The Five - Fuck The World - Glamour Girls 2 - House of Wicked - Jesse Jane: Atomic Tease - Johnny Loves Morgan - Kristina Rose: Dirty Girl - Live in My Secrets - Night Trips: A Dark Odyssey - Jenna Haze: Nymphomaniac - Performers of the Year 2009 | - Jessica Drake, Kirsten Price, Alektra Blue, Mikayla Mendez, Kaylani Lei, Tory Lane, Jayden Jaymes, Kayla Carrera, Randy Spears, Brad Armstrong, Rocco Reed, Marcus London, Mick Blue, T. J. Cummings dans 2040 ☆ - Darryl Hanah, Trinity Post, Amber Rayne, Jerry, Tyler Knight dans The 8th Day - Monique Alexander, Tee Reel, Alex Gonz, Lorena Sanchez dans American Swingers - Jenny Hendrix, Steve Holmes, Jerry, Mr. Pete dans Ass Worship 11 - Olivier Sanchez, Jazz Duro, Denice K., Daphne Rosen, Amy Azurra dans Ben Dover's Busty Babes U.S.A. - Jon Jon, Nat Turnher, Rico Strong, Tee Reel, Nathan Threat, Mr. Marcus, Cecilia Vega dans The Brother Load - Michael Stefano, Bobbi Starr, Adrianna Nicole, Toni Ribas, Andi Anderson, Madison Parker dans Evil Anal 10 - Jade Starr, Alec Knight, James Deen, Marie Luv, Natalie Minx, Jayme Langford dans Fuck The World - Dave Hardman, Pierce Johnson, Valentino, Otto Bauer, Audrey Hollander, Eddie Charisma, Jenner, Seth Dickens, Dirty Harry, Frankie Young, Jay Ashley, Steve James, Johnny Nitro, Eric Camden dans Ganged and Banged - Manuel Ferrara, Sunny Lane, Ava Rose, Kristina Rose dans Pornstar Workout - Rocco Siffredi, Bobbi Starr, Jamie Elle, Toni Ribas dans Rocco Ravishes L.A. - Olivier Sanchez, Danny D., Bobbi Starr, George Uhl dans Satan's Whore - Jackie Daniels, Charley Chase, Angelica Raven, Gracie Glam, Pike Nelson dans The Sex Files: A Dark XXX Parody - Ben English, Anthony Rosano, Tori Black, Francesca Le dans TMSleaze |
| Meilleure scène de sexe en couple | Meilleure scène de sexe en couple lesbien |
| - Amy Ried et Ralph Long dans 30 Rock: A XXX Parody ☆ - Jessica Drake et Marcus London dans 2040 - Justin Slayer et Sara Sloane dans Booty I Like 5 - Mick Blue et Tori Black dans Don't Make Me Beg - Tom Byron et Lexi Belle dans House of Ass 10 - Jenna Haze et Prince Yahshua dans Sexual Blacktivity - Scott Nails et Jesse Jane dans Jesse Jane: Atomic Tease - Evan Stone et Kayden Kross dans Kayden's Frisky Business - Tiffany Mynx et Lexington Steele dans Lexington the Impaler 4 - Alex Gonz et Andy San Dimas dans On My Dirty Knees - Asa Akira et Keni Styles dans Pure - Ashlynn Brooke et Evan Stone dans Seinfeld: A XXX Parody - Tera Patrick et Spyder Jonez dans Sex in Dangerous Places - Mark Ashley et Kagney Linn Karter dans Swimsuit Calendar Girls 2 - Sasha Grey et Evan Stone dans Throat: A Cautionary Tale                | - Tori Black et Lexi Belle dans Field of Schemes 5 ☆ - Jenna Haze et Alexis Texas dans Anal Academics - Sammie Rhodes et Kristina Rose dans Bitchcraft 6 - Sasha Grey et Bree Olson dans Bree & Sasha - Lexi Belle et Jenna Haze dans Evil Pink 4 - Emy Reyes et Vanessa Leon dans Girl on Girl 2 - Cindy Hope et Anita Pearl dans Intimate Contact 2 - Zoe Britton et Nikki Rhodes dans Lesbian Bridal Stories 4 - Devi Emmerson et Molly Cavalli dans Molly's Life 1 - Monique Alexander et Tori Black dans Nymphetamine 3 - Aiden Starr et Evie Delatosso dans Psycho Cheerleaders 2 - Misty Stone et Sochee Mala dans Pussy a Go Go - Courtney Cummz et Roxy Reynolds dans Pussycats 3 - Sunny Leone et Jenna Haze dans Sunny's Slumber Party - Franziska Facella et Taylor Vixen dans Women Seeking Women 55 |
| Meilleure scène de sexe anale | Meilleure scène de sexe orale |
| - Sasha Grey et Erik Everhard dans Anal Cavity Search 6 ☆ - Mick Blue, Bobbi Starr et Loona Luxx dans Anal Buffet - James Deen et Ricki White dans Ass Cleavage 10 - Criss Strokes et Phoenix Marie dans Ass Worship 11 - Michael Stefano et Gianna Michaels dans Big Wet Asses 15 - Lexington Steele et Tory Lane dans Breast Worship 2 - Belladonna et James Deen dans Butthole Whores 3 - Mr. Pete et Kimberly Kane dans Content - Scott Nails et Jenna Haze dans Cum-Spoiled Sluts - Manuel Ferrara et Chayse Evans dans Evil Anal 10 - Manuel Ferrara et Marie Luv dans Go Hard or Go Home - James Deen et Kristina Rose dans Kristina Rose: Dirty Girl - Rocco Siffredi et Kristina Rose dans Rocco Ravishes L.A. - Joanna Angel, James Deen et Alexis Texas dans Scrubs: A XXX Parody - Manuel Ferrara et Tori Black dans Tori Black Is Pretty Filthy | - Sasha Grey dans Throat: A Cautionary Tale ☆ - Hanna Hilton dans Bounce - Sindee Jennings dans Cummin' at You 3D - Alektra Blue dans Educating Alli - Brittany O'Connell dans Face Full of Diesel 6 - Madison Ivy dans Jules Jordan: Feeding Frenzy 10 - Misty Stone et Lexi Love dans Flight Attendants - Nikki Rhodes dans Fuck The World - Nicole Ray dans Gag Factor 29 - Naomi Cruise dans Jerkoff Material - Brooke Banner dans 70's Show: A XXX Parody - Coco Velvett, Andy San Dimas et Draven Star dans L.A. Pink - Marie Luv dans Belladonna's Oddjobs 4 - Michelle Myers dans Oral Assault |
| Crossover Star de l'année | Starlette de l'année |
| - Sasha Grey ☆ | - Sunny Leone ☆ - Angel Dark - Misty Anderson - Joanna Angel - Eva Angelina - Belladonna - Tori Black - Sophie Dee - Vanilla DeVille - Katsuni - Sunny Lane - Shay Lynn - Mariah Milano - Phoenix Marie - Regan Reese |
| Communiqué sur la location et la vente | |
| - Pirates II: Stagnetti's Revenge ☆ | |

### Lauréats supplémentaires
Ces prix ont été annoncés, mais ils n'ont pas été remis sur scène au cours de l'événement et n'ont pas fait partie de la cérémonie télévisée de remise des prix.
Categorie DVD :
- Best All-Girl Series: Women Seeking Women
- Best All-Sex Release: Evalutionary
- Best All-Sex Series: Addicted
- Best Alternative Release: Porn's Most Outrageous Outtakes 3
- Best Alternative Series: Naked College Coeds
- Best Amateur Release: 18 With Proof 2
- Best Amateur Series: Cherries
- Best Anal-Themed Release: Ass Worship 11
- Best Anal-Themed Series: Evil Anal
- Best Animated Release: PornoMation 3
- Best BDSM Release: Ivy Manor Slaves 3: The Dream Team
- Best Big Bust Release: Breast Worship 2
- Best Big Bust Series: Big Tits at School
- Best Big Butt Release: Big Wet Asses 15
- Best Big Butt Series: Big Wet Asses
- Best Classic Release: Debbie Does Dallas 30th Anniversary Edition
- Best DVD Extras: The 8th Day de Adam & Eve Pictures
- Best DVD Menus: 2040 − Wicked Pictures
- Best Educational Release: Tristan Taormino's Expert Guide to Threesomes
- Best Ethnic-Themed Release — Asian: Asian Fucking Nation 3
- Best Ethnic-Themed Release — Black: Phatty Girls 9
- Best Ethnic-Themed Release — Latin: Young Tight Latinas 17
- Best Ethnic-Themed Series — Asian: Cockasian
- Best Ethnic-Themed Series — Latin: Deep in Latin Cheeks
- Best Fem-Dom Strap-On Release: Forced Fem 3
- Best Foot/Leg Fetish Release: Party of Feet
- Best Foreign All-Sex Release: Bobbi Violates Europe de Evil Angel/Clark Euro Angel Video
- Best Foreign All-Sex Series: Rocco: Puppet Master de Evil Angel/Rocco Siffredi Productions
- Best Foreign Feature: Billionaire de Pure Play Media
- Best Gonzo Series: Jerkoff Material
- Best Interactive DVD: Interactive Sex With Tori Black
- Best Internal Release: All Internal  9
- Best Internal Series: Internal Damnation
- Best Interracial Release: Lex the Impaler 4
- Best Interracial Series: It's Big, It's Black, It's Jack
- Best MILF Release: It's a Mommy Thing! 4
- Best MILF Series: Seasoned Players
- Best New Line: Reality Junkies
- Best New Series: Glamour Girls
- Best New Video Production Company: Bluebird Films
- Best Online Marketing Campaign - Company Image: Sitcums.com – X-Play
- Best Online Marketing Campaign — Individual Project: The 8th Day, the8thdayxxx.com − Adam & Eve Pictures
- Best Oral-Themed Release: Feeding Frenzy 10
- Best Oral-Themed Series: Face Fucking Inc.
- Best Orgy/Gangbang Release: Young Harlots: Gangbang
- Best Orgy/Gangbang Series: Gangland
- Best Overall Marketing Campaign — Company Image: Vivid Entertainment et Digital Playground
- Best Overall Marketing Campaign — Individual Project: Throat: A Cautionary Tale, Vivid Entertainment Group
- Best Packaging: Operation: Tropical Stormy − Wicked Pictures
- Best Packaging Innovation: The 8th Day de Adam & Eve Pictures
- Best POV Release: Anal Prostitutes on Video 6
- Best POV Series: Jack's POV
- Best Pro-Am Release: Bang Bus 24
- Best Pro-Am Series: Brand New Faces
- Best Solo Release: All Alone 4
- Best Special Effects: The 8th Day
- Best Specialty Release — Other Genre: Asses of Face Destruction 5
- Best Specialty Series: Fishnets
- Best Squirting Release: Squirt Gangbang 4
- Best Squirting Series: Storm Squirters
- Best Transsexual Release: Rogue Adventures 33
- Best Transsexual Series: America's Next Top Tranny
- Best Vignette Release: Nurses
- Best Vignette Series: Penthouse Variations
- Best Young Girl Release: Young & Glamorous
- Best Young Girl Series: Barely Legal
- Clever Title of the Year: Who's Nailin' Paylin?

Categorie Interprètes/Créateurs :
- Best All-Girl Group Sex Scene: Eva Angelina, Teagan Presley, Sunny Leone, Alexis Texas − Deviance
- Best All-Girl Three-Way Sex Scene: Bree Olson, Tori Black, Poppy Morgan − The 8th Day
- Best Art Direction: 2040
- Best Director — Ethnic Video: Jules Jordan − Lex the Impaler 4
- Best Director — Foreign Feature: Moire Candy (Louis Moire/Max Candy)(Ritual) & Paul Chaplin (Black Beauty: Escape to Eden − Bluebird Films)
- Best Director — Foreign Non-Feature: Raul Cristian (Ass Traffic 6 − Evil Angel)
- Best Director — Non Feature: William H., Evalutionary
- Best Double Penetration Sex Scene: Bobbi Starr, Mr. Marcus, Sean Michaels dans Bobbi Starr & Dana DeArmond's Insatiable Voyage
- Best Editing: Ren Savant pour The 8th Day
- Best Makeup: Christi Belden, Lisa Berczel, Leonard Berczel, Nicki Hunter, Julia Ann pour The 8th Day
- Best Male Newcomer: Dane Cross
- Best Music Soundtrack: Live in My Secrets
- Best Non-Sex Performance: Thomas Ward, Not the Cosbys XXX
- Best Original Song: “Bree's Bossa” by Joe Gallant − The Crack Pack
- Best POV Sex Scene: Kagney Linn Karter, Pound the Round POV
- Best Screenplay: Raven Touchstone − Throat: A Cautionary Tale
- Best Sex Scene in a Foreign-Shot Production: Aletta Ocean, Olivier Sanchez, George Uhl (Dollz House − Harmony Films)
- Best Solo Sex Scene: Teagan Presley dans Not the Bradys XXX: Marcia, Marcia, Marcia!
- Best Supporting Actor: Tom Byron dans Throat: A Cautionary Tale
- Best Supporting Actress: Penny Flame dans Throat: A Cautionary Tale
- Best Tease Performance: Tori Black dans Tori Black Is Pretty Filthy
- Best Three-Way Sex Scene: Tori Black, Rebeca Linares, Mark Ashley dans Tori Black Is Pretty Filthy
- Best Videography/Cinematography: Monmarquis, David Lord, Ren Savant pour The 8th Day
- Director of the Year (Body of Work): Will Ryder
- Female Foreign Performer of the Year: Aletta Ocean
- Male Foreign Performer of the Year: Toni Ribas
- MILF/Cougar Performer of the Year: Julia Ann
- Most Outrageous Sex Scene: Bobbi Starr dans “Go Fuck Yourself” de Belladonna: No Warning 4
- Transsexual Performer of the Year: Kimber James
- Unsung Male Performer of the Year: Derrick Pierce
- Unsung Starlet of the Year: Shawna Lenee

Catégorie Web et Technologie :
- Best Adult Website: BangBros.com − Bang Productions
- Best New Web Starlet: Lexi Belle
- Best Retail Website: AdultDVDEmpire.com

## Intronisation à l’AVN Hall Of Fame
Les intronisées à l’AVN Hall Of Fame de cette édition sont : Chris Charming, Stoney Curtis, Racquel Devine, Devon Jessica Drake, Byron Long, Gina Lynn, Toni Ribas, Nicholas Steele, Michael Stefano, Valentino et Mark Wood.
- Branche pionniers : Christian Mann, Catalina Video; Michael Paulsen, Paradise Visuals; Michael Warner et Great Western Litho.
- Branche pionniers d’internet : Ron Cadwell, Tony Morgan de CCBill, Morgan Sommer de National Net et Cybersocket.